# Jordi Solé i Tura
Jordi Solé i Tura (Mollet del Vallès, Vallès Oriental, 23 de maig de 1930 — Barcelona, 4 de desembre de 2009) fou un advocat, polític i professor universitari català, un dels pares de la Constitució Espanyola de 1978 i de l'Estatut de Sau. Va viure gran part de la seva vida a Barcelona.

## Biografia
Va estudiar Dret a la Universitat de Barcelona, de la qual fou catedràtic de Dret constitucional i en fou escollit degà el 1985. Era oncle de Montserrat Tura, exconsellera de Justícia de la Generalitat de Catalunya. El juny de 2007 fou guardonat amb la Creu de Sant Jordi per la Generalitat de Catalunya. A finals d'aquell any es va fer públic que patia la malaltia d'Alzheimer. El 14 de gener de 2008, es va estrenar el documental Bucarest, la memòria perduda, que el seu fill va fer en clau autobiogràfica però recollint la vida política del pare en la clandestinitat. Morí el 4 de desembre de 2009, cinc anys després d'haver-li sigut diagnosticada la malaltia. El cap de setmana del 5 i 6 de desembre s'obrí la capella ardent al saló Sant Jordi del Palau de la Generalitat de Catalunya. Al cap de pocs dies li fou concedida a títol pòstum la Medalla d'Or de la Generalitat en reconeixement de la seva trajectòria cívica i política al servei de Catalunya.

## Activitat política
Durant la seva joventut va militar al Front d'Alliberament Popular, el 1956 ingressa a la cèl·lula del Partit Socialista Unificat de Catalunya (PSUC) a la Universitat de Barcelona. Es va exiliar a França als anys 60 on coneix la seva primera esposa. Continua l'exili, militant dins del Partit Comunista d'Espanya (PCE), a Bucarest per a fer de locutor de Ràdio Espanya Independent. Després de l'escissió dins del PCE que acabà amb l'expulsió de Fernando Claudín i Jorge Semprún, Jordi Solé Tura decideix tornar a París i allunyar-se de les tesis dominants al PCE i al PSUC. Ingressa llavors a finals dels 60 a l'Organització Comunista d'Espanya (Bandera Roja) de pensament maoista, fins que el 1973 amb una part important dels dirigents d'aquesta organització reingressa al PSUC.
A partir de la Transició democràtica espanyola va ser un dels principals dirigents del Partit Socialista Unificat de Catalunya (PSUC). Dins aquest partit fou un dels principals defensors de les tesis eurocomunistes del secretari general del PCE, Santiago Carrillo, i va ser escollit diputat al Congrés dels Diputats per la circumscripció de Barcelona en les eleccions generals de 1977, escó que repetí en les eleccions de 1979. Va ser cap de les llistes del PSUC per Barcelona a les eleccions municipals de 1983, a les quals el PSUC va obtenir tres regidors.
Participà en la redacció de l'avantprojecte de l'Estatut d'Autonomia de Catalunya de 1979, com a membre de la Comissió dels Vint i va ser un dels set ponents de la Constitució Espanyola de 1978. L'any 1985 abandona el PSUC i ingressa al Partit dels Socialistes de Catalunya (PSC-PSOE), sent novament elegit diputat per Barcelona en les 1989, 1993 i com a senador el 1996 i 2000.
L'any 1991 fou escollit ministre de Cultura en el govern de Felipe González, càrrec que va ocupar fins al 1993. Durant el seu mandat com a ministre es van executar les obres de remodelació de la Biblioteca Nacional i es van començar les del Teatre Reial, que no van finalitzar durant el seu mandat. El 8 d'octubre de 1992 aconseguí inaugurar el Museu Thyssen-Bornemisza de Madrid, i el Centre d'Art Reina Sofia es va convertir en el Museu Nacional Centre d'Art Reina Sofia, especialitzat en art contemporani. El 26 de juliol de 1992 el quadre Guernica de Pablo Picasso es va traslladar al Museu Reina Sofia des de la seva ubicació anterior al Casón del Buen Retiro, pertanyent al Museu del Prado.

## Obra publicada
Escriptor i col·laborador-columnista en diversos diaris, especialment El País, El Periódico de Catalunya i La Vanguardia. Va publicar diverses obres entre 1967 i 2019, i en va traduir moltes més. D'entre les primeres, destaca Catalanisme i revolució burgesa: la síntesi de Prat de la Riba (1967), que va obtenir el Premi Crítica Serra d'Or d'assaig de 1968.

## Llegat
Albert Solé Bruset va estrenar el 2008 el documental Bucarest, la memòria perduda sobre la figura de Solé Tura. Dins del marc del Premi Solé Tura, creat l’any 2009, el 2018 va néixer el Brain Film Festival. L’any 2019, la Facultat de Dret de la Universitat de Barcelona va posar el nom de Jordi Solé Tura a l’aulari del nou edifici reconeixent així la vàlua personal, política i, sobretot, acadèmica de qui va ser antic degà de la Facultat. A l’acte d’inauguració va tenir lloc la descoberta d’una placa commemorativa a càrrec del rector Joan Elias i del degà Xavier Pons. El fons personal de Jordi Solé Tura es conserva a l'Arxiu Històric de Mollet del Vallès.